# Gyotoku Koji
Gyotoku Koji (sinh ngày 28 tháng 1 năm 1965) là một cựu cầu thủ và huấn luyện viên bóng đá người Nhật Bản, hiện đang là HLV của  Đội tuyển bóng đá quốc gia Nepal. Ông từng dẫn dắt Đội tuyển bóng đá quốc gia Bhutan từ 2008-2010.